# Ron Shock
Ron Shock (Houston, 19 oktober 1942 – Las Vegas, 17 mei 2012) was een Amerikaans komediant. Hij werd bekend door het op eigen wijze opvoeren van verhalen die hij in de krant had gelezen. Hij overleed op 17 mei 2012 op 69-jarige leeftijd aan de gevolgen van urethrale kanker.

## Carrière
Shock begon zijn carrière op 40-jarige leeftijd in The Improv, een Amerikaanse keten van comedycafés. Hierdoor werd hij gevraagd om op te treden in zijn special op Showtime, getiteld Bad Gig Blues. Ook was hij te gast in The Tonight Show with Johnny Carson.
Hij stond aan de wieg van de Texas Oultow Comics, een groep die naast hem zelf bestond uit zijn vrienden Riley Barber, Jimmy Pineapple, Andy Huggins, Steve Epstein en Bill Hicks. Zijn mix van stand-upcomedy en storytelling maakte hem een graag geziene gast in de Amerikaanse comedyclubs en in televisieshows als Comic Strip Live en Comedy on the Road. Hij toerde meer dan 40 weken per jaar en gaf elk jaar twee of drie shows in Salt Lake City.
Zijn grootste succes behaalde hij met zijn onemanshow The Storyteller, die hij opvoerde in San Francisco.

## Persoonlijk
Zijn eerste vrouw was in 1998 betrokken bij een auto-ongeval, als gevolg waarvan zij in 2000 overleed. Hierna verhuisde Shock naar Las Vegas, waar hij zijn carrière weer oppakte en begon met het spelen van poker. Hierna hertrouwde hij. Voor zijn 65e verjaardag vond er een reünie plaats van de Houston Comics en was hij het hoofdprogramma op de Las Vegas Strip.
In oktober 2011 gaf hij een openhartig radio-interview over zijn leven en kanker-diagnose op het kanaal Music Life Radio. Op 14 december 2011 werd bij hem urethrale kanker vastgesteld. Hij overleed als gevolg van complicaties van zijn ziekte op 17 mei 2012.